# Loiret
Il Loiret (/lwaˈʁɛ/) è un dipartimento francese della regione Centro-Valle della Loira (Centre-Val de Loire). Confina con i dipartimenti dell'Eure-et-Loir a nord-ovest, dell'Essonne a nord, di Senna e Marna a nord-est, della Yonne ad est, della Nièvre a sud-est, dello Cher a sud e del Loir-et-Cher a sud-ovest.
Le principali città, oltre al capoluogo Orléans, sono Montargis, Pithiviers e Gien.